# Oberthal (Reischach)
Oberthal ist ein Ortsteil der Gemeinde Reischach im oberbayerischen Landkreis Altötting.

## Lage
Der Weiler liegt ca. 2 km nördlich von Reischach auf freier Flur. Zu Oberthal mit insgesamt drei Anwesen gehört auch der knapp 400 m entfernte Perseisenhof. Eine in Fuchshub von der B 588 abzweigende Straße führt zu dem Ort und weiter zur Kreisstraße AÖ 32.

## Geschichte
Oberthal entstand vermutlich im 10. oder 11. Jahrhundert. Im Herzogsurbar von 1300 sind in Thal zwei Gehöfte aufgeführt. Damals wurde noch nicht zwischen Ober- und dem benachbarten Unterthal unterschieden, was heute im Sprachgebrauch auch nicht der Fall ist.
Bis zur Gemeindegebietsreform war Oberthal ein Ortsteil der Gemeinde Arbing. Diese wurde am 1. Juli 1971 in die Gemeinde Reischach eingegliedert.

## Sehenswertes
- Der Vierseithof Perseis

→ Liste der Baudenkmäler in Reischach